# 黄震
黄 震（こう しん、嘉定6年5月12日（1213年6月2日）- 至元18年1月13日（1281年2月3日））は、中国南宋末期の儒学者。字は東発。

## 生涯
慶元府慈渓県出身。宝祐4年（1256年）に進士となる。呉県県尉より咸淳3年（1267年）に史館検閲に昇進、寧宗と理宗の実録編修に携わる。百姓の困窮と兵力の弱体化、財政悪化の現状を上奏した際には度宗の逆鱗に触れ、広徳軍通判に左遷され、撫州知州となって善政を施した。提挙常平倉史・定点刑獄になった後も貧民救済のための政策を行うが、富人の怨みを買ったことからその地を去る。
宋朝が滅亡すると隠居をし著作と教育に専心する。朱子学を宗として門人に教え、没後に門人達が文潔先生と諡している。

## 著書
- 『古今紀要』
- 『黄氏日鈔』
- 『戊辰修史伝』
- 『礼記集解』
- 『春秋集解』